# Partido Democrático Filipino-Poder Popular
El Partido Democrático Filipino-Poder Popular (en filipino: Partido Demokratiko Pilipino–Lakas ng Bayan), conocido comúnmente como PDP-Laban, es un partido filipino de ideología nacionalista y socialista democrática. En diciembre de 2020 el boxeador filipino Manny Pacquiao se hizo con la presidencia del partido. El Presidente de Filipinas entre 2016 y 2022, Rodrigo Duterte, es militante de ese partido.

## Historia
El partido fue fundado en 1982 por Aquilino Pimentel Jr.. Fue inscrito oficialmente el 6 de febrero de 1983.

## Ideología
De acuerdo al propio PDP-Laban, sus vías democráticas y pacíficas para la vida política están caracterizadas por:
- Libertad.
- Solidaridad.
- Justicia, equidad y responsabilidad social.
- Eficiencia y autodesarrollo.
- Nacionalismo ilustrado.
- Sistema federal para el Parlamento.

### Principios básicos del partido
- Teísmo.
- Humanismo real.
- Nacionalismo ilustrado.
- Demócratas, centralismo y socialismo.
- Democracia consultiva y participativa.

## Miembros notables

### Presidentes electos de Filipinas
- Corazón C. Aquino (11.º Presidente de Filipinas)
- Rodrigo Roa Duterte (16.º Presidente de Filipinas; Alcalde de Dávao y diputado)

### Vicepresidentes electos de Filipinas
- Jejomar Binay (13.º Vicepresidente de Filipinas; Alcalde de Macati; diputado; actualmente en otro partido)

## Elecciones

### Presidenciales de 2016

#### Candidato presidencial
• Rodrigo Roa Duterte (anunciado el 2 de noviembre de 2015 y certificado oficialmente como candidato entre el 27 de noviembre y el 8 de diciembre) – Electo
• Martin Diño (Postulado el 16 de octubre de 2015, retirado el 29 de octubre)

#### Candidato vicepresidencial
• Alan Peter Cayetano (Candidato del PDP-Laban; se postuló como independiente)

## Historial electoral

### Cámara de Representantes
| Año    | Votos      | %     | Escaños |
| ------ | ---------- | ----- | ------- |
| 1987   | 3 477 958  | 17,32 | 43/200  |
| 1992*  | 1 644 568  | 8,82  | 11/200  |
| 1995   | 130 695    | 0,68  | 1/204   |
| 1998   | 134 331    | 0,55  | 0/206   |
| 2001   |            | 0,5   | 1/205   |
| 2004   |            | 0,8   | 0/209   |
| 2007** |            | 1,9   | 5/218   |
| 2010   | 246 697    | 0,72  | 2/229   |
| 2013   | 281 320    | 1,02  | 0/234   |
| 2016   | 706 407    | 1,90  | 3/238   |
| 2019   | 12 564 335 | 31,28 | 82/245  |

*En estas elecciones, fue parte de la Coalición Nacional, conformado con el Partido Liberal de Filipinas.
**En estas elecciones, estableció una alianza con el partido Oposición Unida, de corte populista.